# Podejźrzon rutolistny
Podejźrzon rutolistny (Botrychium multifidum (S. G. Gmel.) Rupr.) – gatunek rośliny z rodziny nasięźrzałowatych.

## Rozmieszczenie geograficzne
Występuje wokółbiegunowo w Europie, Azji i Ameryce Północnej. W Europie występuje tylko w północno-wschodniej i środkowej części, a jego południowa granica zasięgu dochodzi do Alp i Karpat. W Polsce występuje w rozproszeniu na całym niemal obszarze kraju, najczęściej w północno-wschodniej części.

## Morfologia
PokrójDrobna roślina do 25 cm wysokości. Pod ziemią krótkie kłącze
LiścieSkłada się z 1-3 liści, przy czym jeden z nich to liść spełniający również funkcje liścia zarodnionośnego. Wszystkie liście wyrastają z wspólnego, bardzo krótkiego ogonka znajdującego się pod ziemią. Blaszka liścia płonnego jest 2-3-krotnie pierzasta i ma ogólny zarys trójkątny lub pięcioboczny. Jej ogonek jest słabo owłosiony. Największe są odcinki nasadowe 1. rzędu. Odcinki ostatniego rzędu mają karbowane brzegi. Osadzona na długim ogonku część zarodnionośna ma kształt wiechy.

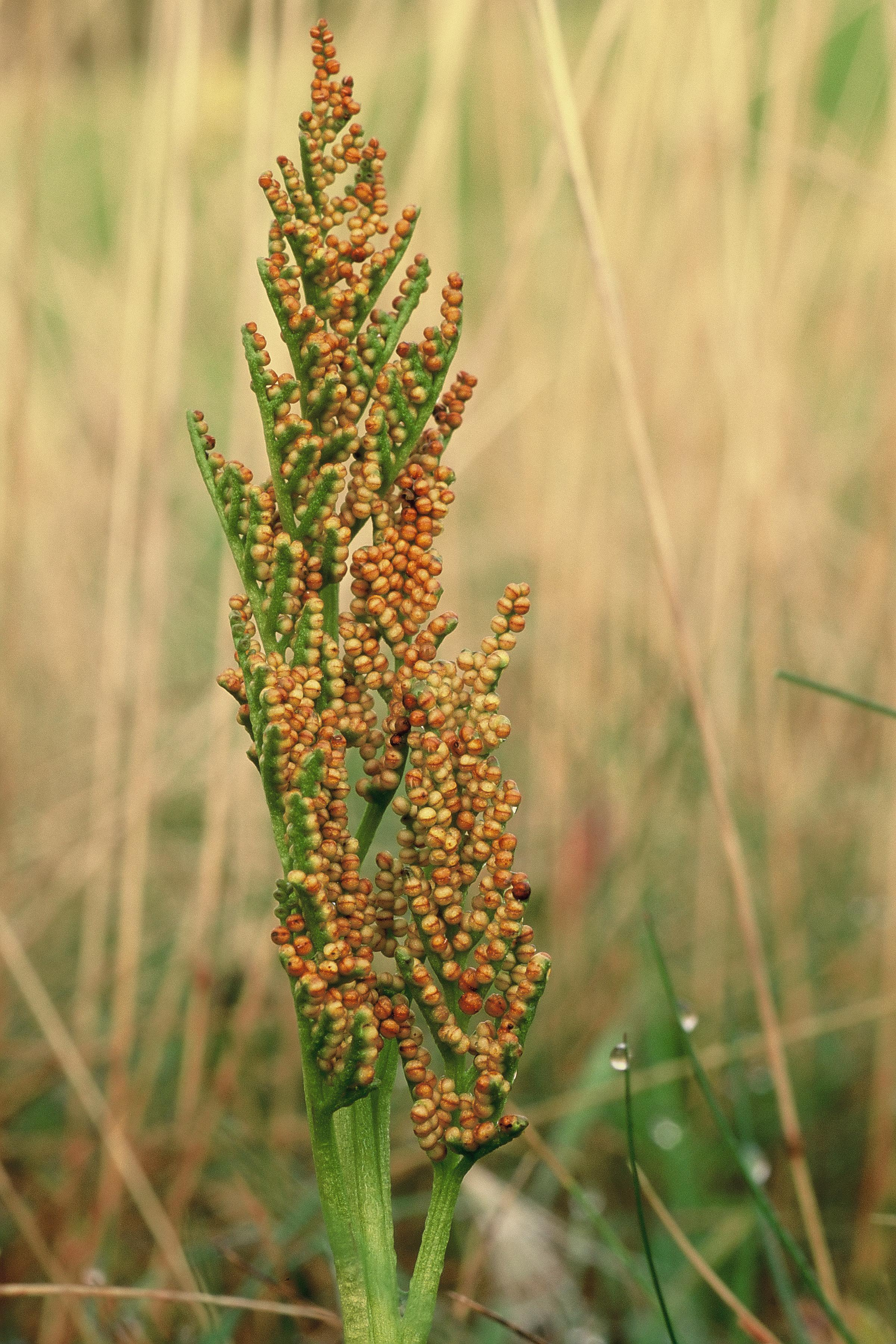
Pęd zarodnionośny
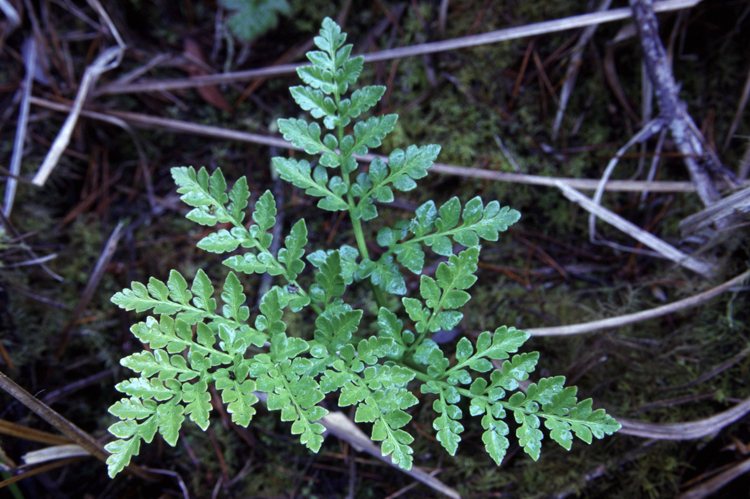
Liść
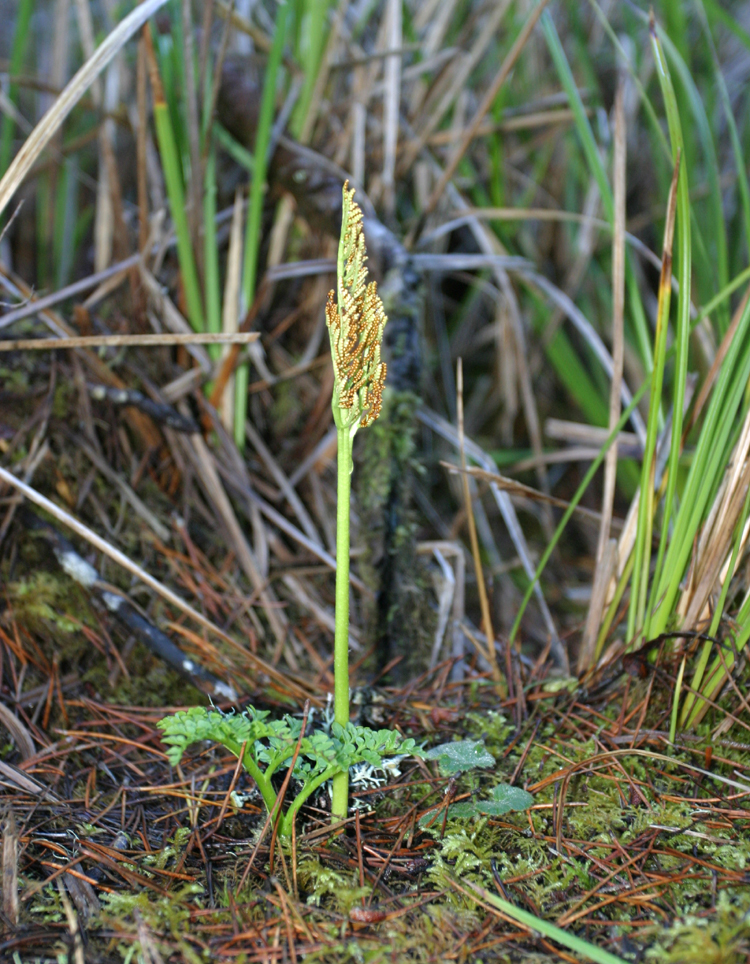
Pokrój

## Biologia i ekologia
Bylina, geofit. Rośnie na ubogich łąkach, polanach, w młodnikach i na brzegach lasów. Zarodniki dojrzewają od lipca do września. Liczba chromosomów 2n=90.

## Zagrożenia i ochrona
Roślina objęta w Polsce ścisłą ochroną gatunkową od 2001 roku.
Umieszczona jest na Czerwonej liście roślin i grzybów Polski (2006) pośród gatunków wymierających, krytycznie zagrożonych (kategoria zagrożenia E). W wydaniu z 2016 roku otrzymała kategorię CR (krytycznie zagrożony). Tę samą kategorię posiada w Polskiej Czerwonej Księdze Roślin.